# Hypnose de l'autoroute
 (novembre 2024).
Si vous disposez d'ouvrages ou d'articles de référence ou si vous connaissez des sites web de qualité traitant du thème abordé ici, merci de compléter l'article en donnant les références utiles à sa vérifiabilité et en les liant à la section « Notes et références ».

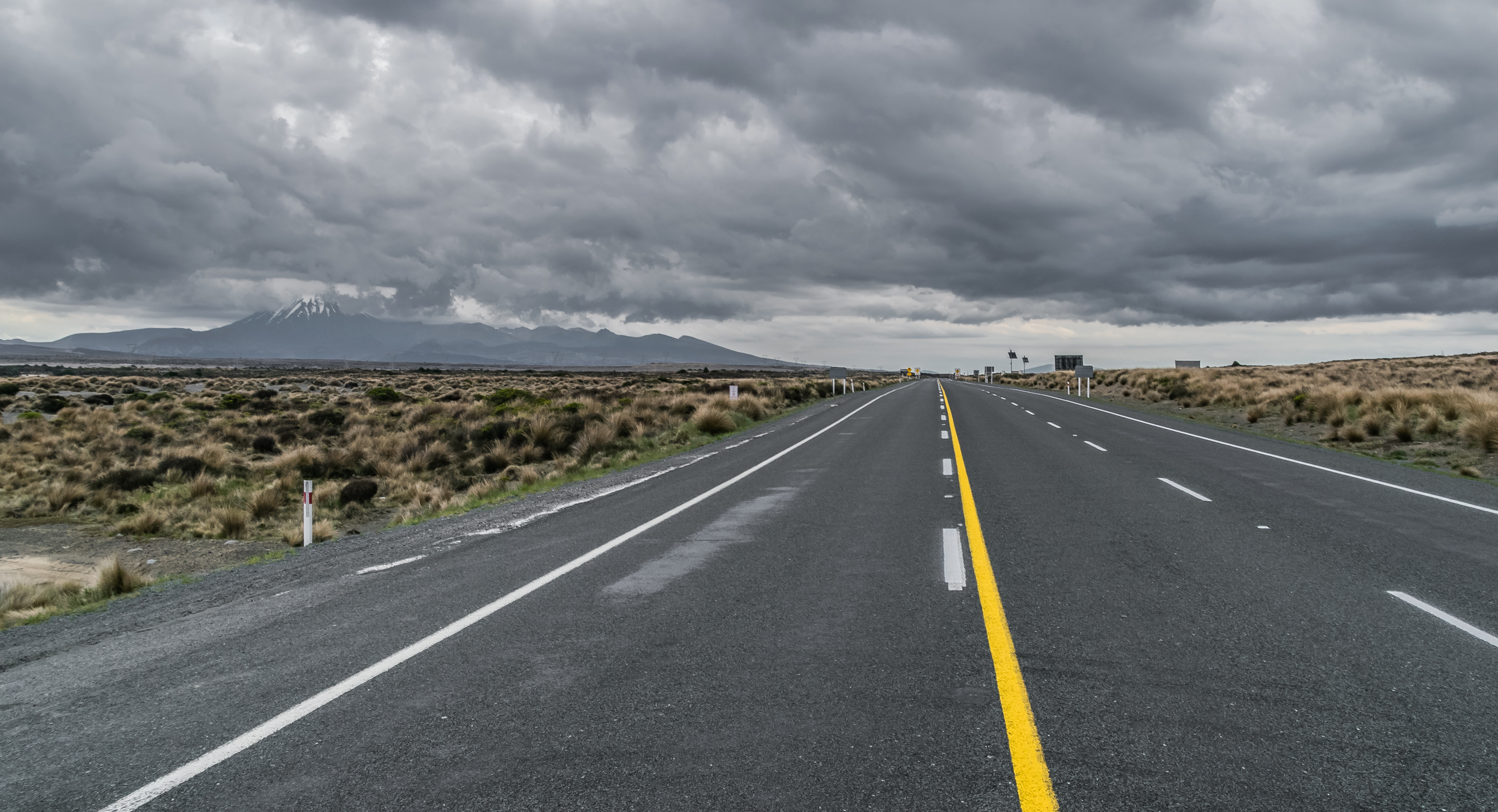
Route ouverte en Nouvelle-Zélande

L'hypnose de l'autoroute, également connue sous le nom de transe autoroutière, ou hypnose routière est un état mental altéré dans lequel un conducteur d'automobile peut conduire sur de longues distances et réagir de manière adéquate aux événements extérieurs sans se souvenir de l'avoir fait consciemment.
Il semble que dans cet état, l'attention du conducteur soit entièrement focalisée ailleurs, mais son cerveau est toujours capable de traiter une quantité importante d'informations liées à la route et au contrôle du véhicule inconsciemment . L'hypnose routière est une manifestation du processus commun d'automatisme, ce qui signifie que les actions sont effectuées sans en avoir conscience. Dans certains cas, l'état de transe d'un conducteur peut être si profond que des distorsions auditives et visuelles se produisent.

## Histoire
L'idée d'une transe hypnotique au volant a été décrite pour la première fois dans un article, en 1921, qui mentionnait le phénomène d'« hypnose routière », c'est-à-dire, conduire dans un état de transe tout en regardant un point fixe. Une étude de 1929, Sleeping with the Eyes Open de Walter Miles, abordait également le sujet, suggérant que les automobilistes pouvaient s'endormir les yeux ouverts et continuer à diriger le véhicule.
L’idée que ce phénomène pourrait expliquer les accidents automobiles inexplicables est devenue populaire dans les années 1950. Le terme d'« hypnose autoroutière » a été inventé par G.W. Williams en 1963, s'appuyant sur les théories d'Ernest Hilgard (1986, 1992) selon lesquelles l'hypnose est un état de conscience altéré, certains théoriciens soutiennent que la conscience peut développer une dissociation hypnotique. Dans l’hypnose routière, un flux de conscience conduit la voiture tandis que l’autre s’occupe d’autres choses. Une amnésie partielle ou complète liée au temps passé à conduire sous hypnose sur l'autoroute peut se développer chez le conducteur concerné.

## Causes
- Un paysage monotone à l'extérieur de la fenêtre (c'est-à-dire l'absence de stimuli visuels, « privation sensorielle »)
- Le scintillement des marquages blancs devant les yeux du conducteur
- L'éblouissement lumineux, reflets sur le capot de la voiture ou sur la route mouillée
- Le bruit monotone du moteur et balancement de la voiture
- La fatigue du conducteur
- La conduite seul ou avec des passagers endormis (absence de facteurs de distraction)
- Un état de conduite détendu ou, au contraire, un stress important, ainsi que des problèmes occupant toute l'attention du conducteur
- La capacité de conduire sans concentration intense (par exemple, sur des autoroutes sans intersections ni feux de circulation ) ou avec peu de voitures sur la route

L'hypnose autoroutière se produit plus fréquemment chez les conducteurs expérimentés et sur des sections de route familières, car cela permet la conduite en mode automatique.
Des études expérimentales ont montré que l’hypnose de l'autoroute est moins due aux paysages monotones et à l’uniformité de la route qu'à la prévisibilité de la situation pour le conducteur. Par exemple, si un conducteur doit conduire dans l'obscurité sur une route sinueuse, mais qu'il a déjà conduit sur cette route à de nombreuses reprises à la lumière du jour, l'hypnose autoroutière est plus susceptible de se produire.

## Risques associés
L'hypnose sur les autoroutes est considérée comme un facteur de risque d'accidents de la circulation.
Lorsqu'un conducteur est en état d'hypnose routière, ses réflexes sont ralentis et sa perception de l'environnement routier est altérée. L'augmentation progressive de la vitesse, caractéristique de cet état, aggrave encore plus les risques.
L'hypnose autoroutière est également considérée comme un symptôme de fatigue sévère du conducteur et peut être la première étape de l'endormissement au volant. Dans ce cas, le conducteur peut ne pas être conscient de sa fatigue ou de son endormissement.

## Signes extérieurs
Après des recherches expérimentales sur le phénomène d’hypnose autoroutière, des signes extérieurs d’un état de transe chez un conducteur ont été identifiés :
- Le conducteur regarde fixement la route, la tête penchée vers l'avant, ou fait soudainement un mouvement brusque de la tête.
- Les yeux du conducteur se révulsent.
- Les yeux du conducteur sont mi-clos ou plissés.
- Le conducteur commet des erreurs de conduite.

## Méthodes de prévention
Il a été établi que l’hypnose autoroutière se produit plus fréquemment sur les autoroutes dont la chaussée est de haute qualité, surtout s’il n’y a pas de virages serrés. C'est pourquoi des mesures techniques comme l'alternance entre de l'asphalte lisse et du revêtement en gravier grossier, la création de vibrations perceptibles et le placement de virages inattendus sur des sections droites et monotones de la route sont parfois prises pour augmenter la vigilance du conducteur 
L'hypnose de l'autoroute est souvent liée à la monotonie du paysage et aux stimuli visuels répétitifs. Pour contrer cet effet, il est recommandé de varier les points de fixation du regard en consultant régulièrement les rétroviseurs et les instruments de bord. La privation sensorielle étant un facteur déclenchant, l'ajout d'éléments visuels contrastés et inhabituels le long des autoroutes pourrait contribuer à maintenir l'attention des conducteurs.
L'hypnose de l'autoroute est souvent le début de l'endormissement au volant. Ainsi, dès les premiers signes de somnolence, il est recommandé au conducteur d'arrêter la voiture et de se reposer ou de faire des exercices physiques légers, mais aussi de faire des pauses toutes les trois heures de conduite monotone, même si le conducteur ne se sent pas fatigué.
Pour augmenter l’attention du conducteur, il est conseillé aux passagers d’engager une conversation avec lui. Si le conducteur est seul, il peut se parler à voix haute ou fredonner.
Il est dit également que mâcher (chewing-gum, fruits secs, etc.) réduit légèrement le risque d'hypnose routière. 